# Hypnodendron comatum
Hypnodendron comatum là một loài Rêu trong họ Hypnodendraceae. Loài này được (Müll. Hal.) A. Touw mô tả khoa học đầu tiên năm 1971.